# 4-アミノサリチル酸
4-アミノサリチル酸（4-アミノサリチルさん）は、結核の治療に使われた抗生物質である。潰瘍性大腸炎やクローン病に強い効果があることが認められ、1940年代から炎症性腸疾患の治療に用いられている。核内因子κB (NF-κB) を抑制することと、フリーラジカルを除去することにより薬効が現れると考えられている。類縁体の5-アミノサリチル酸は一般名メサラジンとして販売される医薬品である。パラアミノサリチル酸 (paraaminosalicylic acid) とも呼ばれ、PAS（パス）と略称される。
医薬品としてはカルシウム塩が用いられる。

## 薬効
4-アミノサリチル酸は1948年から臨床の場で使われるようになった（日本では1950年から市販され、翌1951年から保険適用）。結核に効果のある治療薬としては、ストレプトマイシンに次いで2番目に発見されたものである。リファンピシンやピラジナミドが開発されるまでは、結核の治療に用いられる標準的な薬の一つであった。
結核治療薬としての効果は現在一線級の薬（イソニアジド、リファンピシン、エタンブトール、ピラジナミド、ストレプトマイシン）よりは落ちるが、多剤耐性結核には依然として有効である。常に他の抗結核薬と併用される。
容量は150ミリグラム/キログラム/日で、これを2回から4回に分けて投与される。平均的な大人への投与量は1日4回、約2から4グラムとなる。アメリカ合衆国では「パーサー (Paser)」の商標名で、4グラム入りの徐放剤が販売されている。この薬剤は酸性の食べ物や飲み物（オレンジ、リンゴ、トマトジュースなど）とともに服用する必要がある。かつて、4-アミノサリチル酸とイソニアジドの合剤が、パシナー (Pasinah) やピカミサン33 (Pycamisan 33) の名称で製造されていた。
4-アミノサリチル酸は潰瘍性大腸炎の治療にも使われているが、スルファサラジンやメサラジンに取って代わられている。
マンガンのキレート療法にも用いられ、エチレンジアミン四酢酸などの薬剤よりも優れた効果を持つとされる。

## 副作用
消化器への副作用（吐き気、嘔吐、下痢）が一般的にみられる。これらを抑えるため、徐放剤の剤形が採用されている。薬剤性の肝炎をひき起こす場合もある。グルコース-6-リン酸脱水素酵素欠損症の患者は溶血を起こす可能性があるので、4-アミノサリチル酸の投与は避けなければならない。また、4-アミノサリチル酸は甲状腺ホルモンの合成を阻害するため、甲状腺腫も生じうる副作用の一つである。薬物相互作用にはワルファリン、フェニトインの血中濃度上昇が挙げられる。リファンピシンと併用した場合、その血中濃度はおよそ半分まで下がる。
カルシウム塩として投与するため、高カルシウム血症患者には使用できない。
アメリカ食品医薬品局は胎児危険度分類においてカテゴリーCに入れ、胎児に害を及ぼすかどうか不明としている。

## 歴史
化合物としては1920年に合成された。結核菌の治療薬としては、スウェーデンの化学者ヨルゲン・レーマンによって、結核菌によるサリチル酸の代謝に関する研究の中で発見された。レーマンは1944年末に初めて4-アミノサリチル酸を結核の経口治療薬として試験し、最初の患者は劇的な回復をみせた。神経毒性を持ち耐性が獲得されやすいストレプトマイシンよりも優れた薬効を示すことが明らかにされた。1940年代の終わりに、イギリス医学研究局の研究者は、4-アミノサリチル酸とストレプトマイシンを併用するとそれぞれを単独で使うよりも有効であることを示した。アメリカ合衆国ではパーサーの商標名でジェイコブス・ファーマシューティカルから販売されている。

## 合成と性質
3-アミノフェノールのカルボキシル化により製造される。加熱すると脱炭酸を起こし3-アミノフェノールに変化する。